# Крижані квіти
«Крижані квіти» — радянський художній фільм 1986 року, знятий режисером Юрієм Тупицьким на Кіностудії ім. О. Довженка.

## Сюжет
Дія фільму відбувається на будівництві БАМу. Весілля Івана Зимогляди та Зіни Опанасенко всією бригадою вирішено було перенести з вересня на жовтень. Бригада переїжджала на нове місце — і майбутнім молодятам доручили переправити на баржі техніку. Через непередбачені обставини молодим довелося залишити баржу і частину шляху пройти по тайзі пішки. Попутники, що зустрілися, — кранівник Горобей і Тоня, яка мріє працювати на БАМі, — не викликали жодних побоювань. Однак опечатаний сургучем мішок, який ніс Іван, від початку не давав спокою Горобею. Викравши його, Горобей спробував втекти. Тоня наздогнала злодія, але загинула у нерівній сутичці.

## У ролях
- Олексій Булдаков — головна роль
- Наталія Сумська — головна роль
- Володимир Шпудейко — головна роль
- Марина Федіна — Зіна Опанасенко
- Анатолій Лук'яненко — роль другого плану
- Олена Іллєнко — роль другого плану
- Анатолій Соколовський — капітан суховантажу
- Вітольд Янпавліс — другий режисер

## Знімальна група
- Режисер — Юрій Тупицький
- Сценарист — Віктор Говяда
- Оператор — Вадим Іллєнко
- Композитор — Сергій Бедусенко
- Художник — Анатолій Добролежа